# خانه یاوری (سربیشه)
خانه یاوری (سربیشه) مربوط به اواخر دوره قاجار -اوایل دوره پهلوی است و در سربیشه، جوارقلعه کهنه واقع شده و این اثر در تاریخ ۲۵ اسفند ۱۳۷۹ با شمارهٔ ثبت ۳۶۸۰ به‌عنوان یکی از آثار ملی ایران به ثبت رسیده است.

## اطلاعات معاصر
در قرن اخیر این خانه معمولاً محل زندگی خان‌ها و محل برگزاری جلسات خوانین منطقه مؤمن آباد بوده‌است و پس از سال ۱٣۵٧ و تخریب حمام تاریخی میر معصوم خان سربیشه این محل به میراث فرهنگی واگذار گردید